# Knud van Denemarken

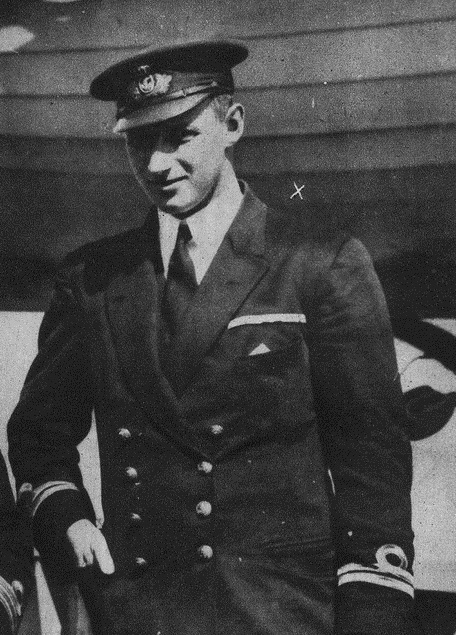
Erfprins Knud

Knud Christian Frederik Michael (Slot Sorgenfri, 27 juli 1900 – Kopenhagen, 14 juni 1976) was de tweede en jongste zoon van de Deense koning Christiaan X en koningin Alexandrine.
Van 1947 tot 1953 was prins Knud troonopvolger, omdat zijn broer koning Frederik IX enkel dochters had. Na een referendum wijzigde Denemarken echter dit onderdeel van de Salische wet, zodat erfopvolging ook in vrouwelijke lijn mogelijk werd gemaakt. Daardoor kon de oudste dochter van Frederik IX in 1972 als Margrethe II de Deense troon bestijgen. Knud behield wel zijn leven lang de titel van erfprins.
Op 8 september 1933 huwde Knud zijn nicht Caroline Mathilde. Het echtpaar kreeg drie kinderen:
- Elisabeth (8 mei 1935 - 19 juni 2018), ongehuwd;
- Ingolf (17 februari 1940), trouwde met Inge Terney (21 januari 1938 – 21 juli 1996);
- Christian (22 oktober 1942 - 21 mei 2013), trouwde met Anne Dorte Maltoft-Nielsen (3 oktober 1947 – 2 januari 2014)

## Kwartierstaat (voorouders)
| Christiaan IX van Denemarken (1818-1906) | Christiaan IX van Denemarken (1818-1906) | Christiaan IX van Denemarken (1818-1906) | Christiaan IX van Denemarken (1818-1906) | Christiaan IX van Denemarken (1818-1906) | Christiaan IX van Denemarken (1818-1906) | Louise van Hessen-Kassel (1817-1898)     | Louise van Hessen-Kassel (1817-1898)     | Louise van Hessen-Kassel (1817-1898)     | Louise van Hessen-Kassel (1817-1898)     | Louise van Hessen-Kassel (1817-1898)    | Louise van Hessen-Kassel (1817-1898)    |                                         |                                         | Karel XV van Zweden (1826-1872)         | Karel XV van Zweden (1826-1872)         | Karel XV van Zweden (1826-1872) | Karel XV van Zweden (1826-1872) | Karel XV van Zweden (1826-1872)        | Karel XV van Zweden (1826-1872)        | Louise van Oranje-Nassau (1828-1871)   | Louise van Oranje-Nassau (1828-1871)   | Louise van Oranje-Nassau (1828-1871)   | Louise van Oranje-Nassau (1828-1871)   | Louise van Oranje-Nassau (1828-1871) | Louise van Oranje-Nassau (1828-1871) |  |  | Frederik Frans II van Mecklenburg-Schwerin (1823-1883) | Frederik Frans II van Mecklenburg-Schwerin (1823-1883) | Frederik Frans II van Mecklenburg-Schwerin (1823-1883) | Frederik Frans II van Mecklenburg-Schwerin (1823-1883) | Frederik Frans II van Mecklenburg-Schwerin (1823-1883)  | Frederik Frans II van Mecklenburg-Schwerin (1823-1883)  | Auguste van Reuß-Schleitz-Köstritz (1822-1862)          | Auguste van Reuß-Schleitz-Köstritz (1822-1862)          | Auguste van Reuß-Schleitz-Köstritz (1822-1862)          | Auguste van Reuß-Schleitz-Köstritz (1822-1862)          | Auguste van Reuß-Schleitz-Köstritz (1822-1862)           | Auguste van Reuß-Schleitz-Köstritz (1822-1862)           |                                                          |                                                          | Michaël Nikolajevitsj van Rusland (1832-1909)            | Michaël Nikolajevitsj van Rusland (1832-1909)            | Michaël Nikolajevitsj van Rusland (1832-1909) | Michaël Nikolajevitsj van Rusland (1832-1909) | Michaël Nikolajevitsj van Rusland (1832-1909) | Michaël Nikolajevitsj van Rusland (1832-1909) | Cecilia van Baden (1839-1891)                 | Cecilia van Baden (1839-1891)                 | Cecilia van Baden (1839-1891) | Cecilia van Baden (1839-1891) | Cecilia van Baden (1839-1891) | Cecilia van Baden (1839-1891) |  |  |  |  |  |  |  |  |  |  |  |  |  |  |  |  |  |  |  |  |  |  |  |  |  |  |  |  |  |  |  |  |  |  |  |  |  |  |  |  |  |  |  |  |  |  |  |  |
| Christiaan IX van Denemarken (1818-1906) | Christiaan IX van Denemarken (1818-1906) | Christiaan IX van Denemarken (1818-1906) | Christiaan IX van Denemarken (1818-1906) | Christiaan IX van Denemarken (1818-1906) | Christiaan IX van Denemarken (1818-1906) | Louise van Hessen-Kassel (1817-1898)     | Louise van Hessen-Kassel (1817-1898)     | Louise van Hessen-Kassel (1817-1898)     | Louise van Hessen-Kassel (1817-1898)     | Louise van Hessen-Kassel (1817-1898)    | Louise van Hessen-Kassel (1817-1898)    |                                         |                                         | Karel XV van Zweden (1826-1872)         | Karel XV van Zweden (1826-1872)         | Karel XV van Zweden (1826-1872) | Karel XV van Zweden (1826-1872) | Karel XV van Zweden (1826-1872)        | Karel XV van Zweden (1826-1872)        | Louise van Oranje-Nassau (1828-1871)   | Louise van Oranje-Nassau (1828-1871)   | Louise van Oranje-Nassau (1828-1871)   | Louise van Oranje-Nassau (1828-1871)   | Louise van Oranje-Nassau (1828-1871) | Louise van Oranje-Nassau (1828-1871) |  |  | Frederik Frans II van Mecklenburg-Schwerin (1823-1883) | Frederik Frans II van Mecklenburg-Schwerin (1823-1883) | Frederik Frans II van Mecklenburg-Schwerin (1823-1883) | Frederik Frans II van Mecklenburg-Schwerin (1823-1883) | Frederik Frans II van Mecklenburg-Schwerin (1823-1883)  | Frederik Frans II van Mecklenburg-Schwerin (1823-1883)  | Auguste van Reuß-Schleitz-Köstritz (1822-1862)          | Auguste van Reuß-Schleitz-Köstritz (1822-1862)          | Auguste van Reuß-Schleitz-Köstritz (1822-1862)          | Auguste van Reuß-Schleitz-Köstritz (1822-1862)          | Auguste van Reuß-Schleitz-Köstritz (1822-1862)           | Auguste van Reuß-Schleitz-Köstritz (1822-1862)           |                                                          |                                                          | Michaël Nikolajevitsj van Rusland (1832-1909)            | Michaël Nikolajevitsj van Rusland (1832-1909)            | Michaël Nikolajevitsj van Rusland (1832-1909) | Michaël Nikolajevitsj van Rusland (1832-1909) | Michaël Nikolajevitsj van Rusland (1832-1909) | Michaël Nikolajevitsj van Rusland (1832-1909) | Cecilia van Baden (1839-1891)                 | Cecilia van Baden (1839-1891)                 | Cecilia van Baden (1839-1891) | Cecilia van Baden (1839-1891) | Cecilia van Baden (1839-1891) | Cecilia van Baden (1839-1891) |  |  |  |  |  |  |  |  |  |  |  |  |  |  |  |  |  |  |  |  |  |  |  |  |  |  |  |  |  |  |  |  |  |  |  |  |  |  |  |  |  |  |  |  |  |  |  |  |
|                                          |                                          |                                          |                                          |                                          |                                          |                                          |                                          |                                          |                                          |                                         |                                         |                                         |                                         |                                         |                                         |                                 |                                 |                                        |                                        |                                        |                                        |                                        |                                        |                                      |                                      |  |  |                                                        |                                                        |                                                        |                                                        |                                                         |                                                         |                                                         |                                                         |                                                         |                                                         |                                                          |                                                          |                                                          |                                                          |                                                          |                                                          |                                               |                                               |                                               |                                               |                                               |                                               |                               |                               |                               |                               |  |  |  |  |  |  |  |  |  |  |  |  |  |  |  |  |  |  |  |  |  |  |  |  |  |  |  |  |  |  |  |  |  |  |  |  |  |  |  |  |  |  |  |  |  |  |  |  |
|                                          |                                          |                                          |                                          | Frederik VIII van Denemarken (1843-1912) | Frederik VIII van Denemarken (1843-1912) | Frederik VIII van Denemarken (1843-1912) | Frederik VIII van Denemarken (1843-1912) | Frederik VIII van Denemarken (1843-1912) | Frederik VIII van Denemarken (1843-1912) |                                         |                                         |                                         |                                         |                                         |                                         | Louise van Zweden (1851-1926)   | Louise van Zweden (1851-1926)   | Louise van Zweden (1851-1926)          | Louise van Zweden (1851-1926)          | Louise van Zweden (1851-1926)          | Louise van Zweden (1851-1926)          |                                        |                                        |                                      |                                      |  |  |                                                        |                                                        |                                                        |                                                        | Frederik Frans III van Mecklenburg-Schwerin (1851-1897) | Frederik Frans III van Mecklenburg-Schwerin (1851-1897) | Frederik Frans III van Mecklenburg-Schwerin (1851-1897) | Frederik Frans III van Mecklenburg-Schwerin (1851-1897) | Frederik Frans III van Mecklenburg-Schwerin (1851-1897) | Frederik Frans III van Mecklenburg-Schwerin (1851-1897) |                                                          |                                                          |                                                          |                                                          |                                                          |                                                          | Anastasia Michajlovna van Rusland (1860-1922) | Anastasia Michajlovna van Rusland (1860-1922) | Anastasia Michajlovna van Rusland (1860-1922) | Anastasia Michajlovna van Rusland (1860-1922) | Anastasia Michajlovna van Rusland (1860-1922) | Anastasia Michajlovna van Rusland (1860-1922) |                               |                               |                               |                               |  |  |  |  |  |  |  |  |  |  |  |  |  |  |  |  |  |  |  |  |  |  |  |  |  |  |  |  |  |  |  |  |  |  |  |  |  |  |  |  |  |  |  |  |  |  |  |  |
|                                          |                                          |                                          |                                          | Frederik VIII van Denemarken (1843-1912) | Frederik VIII van Denemarken (1843-1912) | Frederik VIII van Denemarken (1843-1912) | Frederik VIII van Denemarken (1843-1912) | Frederik VIII van Denemarken (1843-1912) | Frederik VIII van Denemarken (1843-1912) |                                         |                                         |                                         |                                         |                                         |                                         | Louise van Zweden (1851-1926)   | Louise van Zweden (1851-1926)   | Louise van Zweden (1851-1926)          | Louise van Zweden (1851-1926)          | Louise van Zweden (1851-1926)          | Louise van Zweden (1851-1926)          |                                        |                                        |                                      |                                      |  |  |                                                        |                                                        |                                                        |                                                        | Frederik Frans III van Mecklenburg-Schwerin (1851-1897) | Frederik Frans III van Mecklenburg-Schwerin (1851-1897) | Frederik Frans III van Mecklenburg-Schwerin (1851-1897) | Frederik Frans III van Mecklenburg-Schwerin (1851-1897) | Frederik Frans III van Mecklenburg-Schwerin (1851-1897) | Frederik Frans III van Mecklenburg-Schwerin (1851-1897) |                                                          |                                                          |                                                          |                                                          |                                                          |                                                          | Anastasia Michajlovna van Rusland (1860-1922) | Anastasia Michajlovna van Rusland (1860-1922) | Anastasia Michajlovna van Rusland (1860-1922) | Anastasia Michajlovna van Rusland (1860-1922) | Anastasia Michajlovna van Rusland (1860-1922) | Anastasia Michajlovna van Rusland (1860-1922) |                               |                               |                               |                               |  |  |  |  |  |  |  |  |  |  |  |  |  |  |  |  |  |  |  |  |  |  |  |  |  |  |  |  |  |  |  |  |  |  |  |  |  |  |  |  |  |  |  |  |  |  |  |  |
|                                          |                                          |                                          |                                          |                                          |                                          |                                          |                                          |                                          |                                          | Christiaan X van Denemarken (1870-1947) | Christiaan X van Denemarken (1870-1947) | Christiaan X van Denemarken (1870-1947) | Christiaan X van Denemarken (1870-1947) | Christiaan X van Denemarken (1870-1947) | Christiaan X van Denemarken (1870-1947) |                                 |                                 |                                        |                                        |                                        |                                        |                                        |                                        |                                      |                                      |  |  |                                                        |                                                        |                                                        |                                                        |                                                         |                                                         |                                                         |                                                         |                                                         |                                                         | Alexandrine Augusta van Mecklenburg-Schwerin (1879-1952) | Alexandrine Augusta van Mecklenburg-Schwerin (1879-1952) | Alexandrine Augusta van Mecklenburg-Schwerin (1879-1952) | Alexandrine Augusta van Mecklenburg-Schwerin (1879-1952) | Alexandrine Augusta van Mecklenburg-Schwerin (1879-1952) | Alexandrine Augusta van Mecklenburg-Schwerin (1879-1952) |                                               |                                               |                                               |                                               |                                               |                                               |                               |                               |                               |                               |  |  |  |  |  |  |  |  |  |  |  |  |  |  |  |  |  |  |  |  |  |  |  |  |  |  |  |  |  |  |  |  |  |  |  |  |  |  |  |  |  |  |  |  |  |  |  |  |
|                                          |                                          |                                          |                                          |                                          |                                          |                                          |                                          |                                          |                                          | Christiaan X van Denemarken (1870-1947) | Christiaan X van Denemarken (1870-1947) | Christiaan X van Denemarken (1870-1947) | Christiaan X van Denemarken (1870-1947) | Christiaan X van Denemarken (1870-1947) | Christiaan X van Denemarken (1870-1947) |                                 |                                 |                                        |                                        |                                        |                                        |                                        |                                        |                                      |                                      |  |  |                                                        |                                                        |                                                        |                                                        |                                                         |                                                         |                                                         |                                                         |                                                         |                                                         | Alexandrine Augusta van Mecklenburg-Schwerin (1879-1952) | Alexandrine Augusta van Mecklenburg-Schwerin (1879-1952) | Alexandrine Augusta van Mecklenburg-Schwerin (1879-1952) | Alexandrine Augusta van Mecklenburg-Schwerin (1879-1952) | Alexandrine Augusta van Mecklenburg-Schwerin (1879-1952) | Alexandrine Augusta van Mecklenburg-Schwerin (1879-1952) |                                               |                                               |                                               |                                               |                                               |                                               |                               |                               |                               |                               |  |  |  |  |  |  |  |  |  |  |  |  |  |  |  |  |  |  |  |  |  |  |  |  |  |  |  |  |  |  |  |  |  |  |  |  |  |  |  |  |  |  |  |  |  |  |  |  |
|                                          |                                          |                                          |                                          |                                          |                                          |                                          |                                          |                                          |                                          |                                         |                                         |                                         |                                         |                                         |                                         |                                 |                                 |                                        |                                        |                                        |                                        |                                        |                                        |                                      |                                      |  |  |                                                        |                                                        |                                                        |                                                        |                                                         |                                                         |                                                         |                                                         |                                                         |                                                         |                                                          |                                                          |                                                          |                                                          |                                                          |                                                          |                                               |                                               |                                               |                                               |                                               |                                               |                               |                               |                               |                               |  |  |  |  |  |  |  |  |  |  |  |  |  |  |  |  |  |  |  |  |  |  |  |  |  |  |  |  |  |  |  |  |  |  |  |  |  |  |  |  |  |  |  |  |  |  |  |  |
|                                          |                                          |                                          |                                          |                                          |                                          |                                          |                                          |                                          |                                          |                                         |                                         |                                         |                                         |                                         |                                         |                                 |                                 |                                        |                                        |                                        |                                        |                                        |                                        |                                      |                                      |  |  |                                                        |                                                        |                                                        |                                                        |                                                         |                                                         |                                                         |                                                         |                                                         |                                                         |                                                          |                                                          |                                                          |                                                          |                                                          |                                                          |                                               |                                               |                                               |                                               |                                               |                                               |                               |                               |                               |                               |  |  |  |  |  |  |  |  |  |  |  |  |  |  |  |  |  |  |  |  |  |  |  |  |  |  |  |  |  |  |  |  |  |  |  |  |  |  |  |  |  |  |  |  |  |  |  |  |
|                                          |                                          |                                          |                                          |                                          |                                          |                                          |                                          |                                          |                                          |                                         |                                         |                                         |                                         |                                         |                                         |                                 |                                 | Frederik IX van Denemarken (1899-1972) | Frederik IX van Denemarken (1899-1972) | Frederik IX van Denemarken (1899-1972) | Frederik IX van Denemarken (1899-1972) | Frederik IX van Denemarken (1899-1972) | Frederik IX van Denemarken (1899-1972) |                                      |                                      |  |  |                                                        |                                                        | Knud van Denemarken (1900-1976)                        | Knud van Denemarken (1900-1976)                        | Knud van Denemarken (1900-1976)                         | Knud van Denemarken (1900-1976)                         | Knud van Denemarken (1900-1976)                         | Knud van Denemarken (1900-1976)                         |                                                         |                                                         |                                                          |                                                          |                                                          |                                                          |                                                          |                                                          |                                               |                                               |                                               |                                               |                                               |                                               |                               |                               |                               |                               |  |  |  |  |  |  |  |  |  |  |  |  |  |  |  |  |  |  |  |  |  |  |  |  |  |  |  |  |  |  |  |  |  |  |  |  |  |  |  |  |  |  |  |  |  |  |  |  |